# Distretto di Fak Tha
Il distretto di Fak Tha (in thailandese: ฟากท่า) è un distretto (amphoe) della Thailandia, situato nella provincia di Uttaradit.